# Яр (Туринский городской округ)
Яр — упразднённая в декабре 2015 года деревня, на территории Туринского городского округа Свердловской области, Россия.

## Географическое положение
Урочище Яр муниципального образования «Туринского городского округа» расположено в 19 километрах (по автодороге — в 27 километрах) к западу-северо-западу от города Туринск, на левом берегу реки Тура, в 4 километрах от устья реки Багышевка (левый приток реки Тура). В половодье автомобильное сообщение затруднено.

## История
Другое название деревни было Андричинская.
В декабре 2015 года областным законом № 161-ОЗ деревня Яр была упразднена.

## Население
| 2002 | 2010 |
| ---- | ---- |
| 0    | →0   |